# Кусачка чорноголова
Кусачка чорноголова (Pittasoma michleri) — вид горобцеподібних птахів родини гусеницеїдових (Conopophagidae).

## Назва
Вид названо на честь Натаніеля Мічлера — американського військового інженера, який першим зібрав зразки птаха для наукового описання.

## Поширення
Птах поширений на півдні Центральної Америки. Трапляється вздовж карибського узбережжя Коста-Рики та Панами, також на тихоокеанському узбережжя панамської провінції Вераґуас та у прикордонному з Панамою колумбійському департаменті Чоко. Мешкає у тропічних дощових лісах та вторинних лісах.

## Опис
Це дрібні птахи, завдовжки 18—19 см, вагою до 110 г. Тіло пухке з великою витягнутою головою, коротким конічним сплющеним дзьобом, короткими і закругленими крилами, квадратним куцим хвостом (майже непомітним) та міцними ногами. Верхня частина тіла коричневого кольору. Верхня частина голови чорна, решта коричнева. Черево та груди рябі (білі пір'їни з чорними краями). У самиць нижня частина голови темнішого забарвлення, а рябий візерунок на грудях та череві не чорно-білий, а коричнево-білий.

## Спосіб життя
Мешкає у вологих лісах з густим підліском та численними епіфітами. Трапляється поодинці або парами. Активний вдень. Більшу частину дня проводить у пошуках поживи. Живиться комахами та іншими дрібними безхребетними, зрідка ягодами. Моногамний птах. Гніздо будує між прикореневими гілками кущів невисоко над землею.